# Lobophora nigra
Lobophora nigra là một loài bướm đêm trong họ Geometridae.